# Suipinima una
Suipinima una är en skalbaggsart som beskrevs av Martins och Maria Helena M. Galileo 2004. Suipinima una ingår i släktet Suipinima och familjen långhorningar. Inga underarter finns listade i Catalogue of Life.